# Broekhuizen (Gouda)
Broekhuizen is een buurtschap in de wijk Westergouwe in de gemeente Gouda, in de Nederlandse provincie Zuid-Holland. De buurtschap ligt in de gelijknamige polder Broekhuizen op een kruising van de Provinciale weg met de Tweede Moordrechtse Tiendeweg, dicht bij het industrieterrein Gouwestroom. Het bestaat uit een tiental boerderijen.

## Geschiedenis
Broekhuizen was voor 1798 een vrije heerlijkheid van Gouda. In 1798 werd Broekhuizen een zelfstandige gemeente. De zelfstandigheid heeft slechts kort geduurd want in 1811 werd Broekhuizen bij Gouda gevoegd. In 1816 werd Broekhuizen evenals Bloemendaal onderdeel van de nieuw gevormde gemeente Broek, Thuil en 't Weegje. In 1870 werd deze gemeente bij de nieuwe gemeente Waddinxveen gevoegd. En in 1964 werd door grenscorrecties Broekhuizen weer bij Gouda gevoegd.
Het wapen van de heerlijkheid, dat later in het wapen van de gemeente Broek, Thuil en 't Weegje werd opgenomen was in zilver een boerenhuis van rood.

## Naamgeving
Broekhuizen ontleent zijn naam aan het laaggelegen en moerassige veenland, dat een broek genoemd wordt.
Binnenstad (incl. Nieuwe Park) · Bloemendaal · Plaswijck · Noord (incl. Achterwillens) · Korte Akkeren · Kort Haarlem (incl. Josephbuurt, Oosterwei, Vreewijk en Voorwillens) · Goverwelle · Stolwijkersluis · Westergouwe (incl. Oostpolder in Schieland met Broek en Broekhuizen)